# Jerzy Toeplitz
Jerzy Toeplitz (24. listopadu 1909 Charkov – 24. července 1995 Varšava) byl polský filmový historik a rektor Filmové školy v Lodži.

## Život
Toeplitz studoval práva ve Varšavě. Ve 30. letech 20. století psal články o filmu pro řadu polských novin a filmových časopisů. V roce 1930 byl jedním ze zakládajících členů společnosti milovníků uměleckého filmu, známé jako START. V letech 1934 až 1937 pracoval v Londýně jako konzultant scénářů pro filmovou produkční společnost Toeplitz Film Production, kterou vlastnil jeho bratranec. Během německé okupace za druhé světové války žil ve Varšavě a pracoval jako učitel angličtiny.
Po válce byl jedním z průkopníků rekonstrukce polského filmového průmyslu. V roce 1945 se stal vedoucím zahraničního oddělení státní filmové produkce. Byl jedním ze zakladatelů Lodžské filmové školy a v letech 1949 až 1951 zde působil jako lektor. V roce 1957 byl jmenován rektorem Lodžské filmové školy, kterou zastával až do roku 1968. Po studentských nepokojích v březnu 1968 byl propuštěn za podporu studentů v jejich protestech. V roce 1972 opustil Polsko na pozvání australské vlády, ale také proto, že byl kvůli svému židovskému původu vystaven tlaku ze strany polských úřadů. Zpočátku učil jako lektor na Melbournské univerzitě a poté v roce 1973 založil první australskou filmovou a televizní školu v Sydney, kde působil jako její ředitel až do roku 1979. Knihovna školy byla později po něm pojmenována. Toeplitz byl členem Křesťanské mírové konference (CFK).
Až do své smrti vyučoval semináře filmových studií na Varšavské univerzitě. Pravidelně publikoval také sloupky v polském časopise Film.
Jeho nejvýznamnějším dílem jsou šestisvazkové Dějiny filmu. Kromě pedagogické a spisovatelské činnosti zastával také různé mezinárodní funkce. V letech 1948 až 1972 byl prezidentem Mezinárodní federace filmových archivů. V letech 1966 až 1972 byl místopředsedou Mezinárodní rady UNESCO pro kinematografii a televizi.